# Качуг (Иркутская область)
Ка́чуг (эвенк. Кочо) — рабочий посёлок, административный центр Качугского района Иркутской области России. Образует Качугское городское поселение.

## География
Расположен на обоих берегах реки Лена, в 260 км к северо-востоку от Иркутска. В черте посёлка находится устье реки Большая Анга (Анга).

## История
Основан в 1686 году.
В 1924—1926 годах — центр Верхоленского уезда Иркутской губернии.
Статус посёлка городского типа с 1935 года.
Топонимика
Название Качуг произошло от эвенкийского кочо — «излучина, изгиб реки, мыс». Река Лена на этом участке не только имеет множество излучин, но и делает изгиб, поворот с западного направления на север. Поначалу в разговорной речи употреблялось «Качиг», позднее закрепилось название «Качуг».

## Население
| 1970  | 1979  | 1989  | 2002  | 2009  | 2010  | 2011  |
| ----- | ----- | ----- | ----- | ----- | ----- | ----- |
| 8859  | ↘8303 | ↗8936 | ↘7733 | ↗7898 | ↘7011 | ↘6992 |
| 2012  | 2013  | 2014  | 2015  | 2016  | 2017  | 2021  |
| ↗7009 | ↘6971 | ↘6960 | ↗6965 | ↗6977 | ↘6950 | ↘6421 |